# Беледие хан
Беледие хан е селище в Западна България, разположено в землището на село Градец, община Костинброд, Софийска област.
Не е регистрирано като самостоятелно селище по данни на НСИ за периода от Освобождението на България на 3 март 1878 г. насам. Счита се за махала на с. Градец.

## География
Намира се на 26 км от центъра на София и на 18 км от околовръстния път, по Републикански път II-81 (София – Петрохан – Берковица – Монтана – Лом), известен като Ломско шосе. Разположен е на 735 м надморска височина.
Беледие хан е (юго)източна точка на планинския рид Три уши, чиито възвишения плавно преливат в Мала планина.
На 1,3 км от селището тече река Крива. Реката се образува от сливането на 2 потока, извиращи край Чибаовци и Царичина в Мала планина. По нейното течение има множество къси, но дълбоки проломи с красиви скални откоси. Тя се спуска към Софийското поле и се влива в река Блато, която е приток на Искър.
Силно варовитият терен е причина за динамичния релеф и наличието на многообразни карстови форми – пещери, карстови полета, валози и др. Формирал се е специфичен микроклимат и богато разнообразие на природни местообитания. Сред главните ценности на местността са пещерите, с техните скрити обитатели – много видове прилепи, както и множество скалолюбиви растения. Местността предлага подходящи обитания и за множество птици. Природата в околностите на Беледие хан е съхранила редица редки представители на флората и фауната, много от които днес са защитени видове.

## История
Селището е възникнало на място до стар римски път. Над Беледие хан, по стария римски път, има полуразрушени останки от древно селище.
През османското владичество тук е съществувал общински хан (на турски: belediye означава „община“, където пътуващите с конски впрягове са заменяли уморените коне с отпочинали. В хана пътниците са си почивали преди изкачването на планината към прохода Петрохан.
В края на XIX век около стария хан започват да се настаняват и първите заселници от село Градец. Част от тях са жители на опожареното от турците село Кривина, намирало се в местността Водениците по поречието на река Крива и наречено по името на криволичещата река. Мнозинството от жителите му, прогонени от турците, се спускат към Софийското поле и основават днешното село Кривина.
За името на селището стари беледианци разказват легендата, че е наречено на дъщерята на ханджията Бела, която се била хвърлила от скалите, за да не се даде на турците.

## Забележителности
Беледие хан е интересен и посещаван от спелеолози. В околностите му във варовиковите скали са открити около 30 пещери. Посетилите ги твърдят, че тези пещери не отстъпват по красота и на най-известните в България.
Пещерите около Беледие хан са съсредоточени в четири района- връх Дедина глава, хижа „Люляка“, местностите „Стените“ и „Малата скала“.
Районът представлява интерес и за любителите на скалното катерене. Скалите наоколо са сред най-рано посещаваните от софийските катерачи – още през 1930-те години. Най-популярното място за катерене при скалите на Беледие хан се нарича „Бъчвата“. В най-дясната част на сектора се намира пещерата Гълъбарника. Дължината и е 90 м. Още малко по-нататък е друга пещера - Въртешката, с дължина 53 м.
Районът е любимо място за отдих и туризъм сред природата. През 1964 г. на 1,3 км от Беледие хан с много доброволен труд е построена хижа „Люляка“, която днес е обновена и разширена. Тя разполага с 22 легла, туристическа кухня и столова. Покрай хижата по поречието на река Крива има множество живописни поляни, подходящи за пикник.
През есента на 2008 година над река Крива е построен нов мост, който дава възможност на посетителите на района край хижа „Люляка“ да достигнат до любимите си места за пикник и разходки, да ползват новоизградената беседка и възстановената детска площадка, както и да се запознаят с богатото биоразнообразие на Беледие хан.
Местността в района на Беледие хан е предложена от Българската фондация „Биоразнообразие“ за защитена местност. Влиза в състава на общоевропейската мрежа от защитени територии „Натура 2000“.

## Природни богатства
Разнообразните условия на природната среда в района на Беледие хан са добра предпоставка за развитието на много растителни и животински видове, често рядко срещани на други места в България. Природните условия в района обуславят множеството типове местообитания, повечето от които са обект на специален интерес и защита. Сред най-известните от тях са неблагоустроените пещери, съобществата на обикновената хвойна върху варовик, дъбово-габъровите гори, храстови съобщества с участие на нисък бъдем и много други. Богатството на природните местообитания се увеличава и благодарение на преминаващата оттук малка, но живописна Крива река. Нейното течение и крайбрежия създават условия за живот на много привързани към водата редки видове като жабата дървесница (Hyla arborea), обикновената блатна костинурка (Emys orbicularis), водни кончета, редица птици.
Това пъстро многообразие е причина за богатството на растителния и животинския свят в околностите на Беледие хан. Тук са открити над 400 вида растения, от които два са разпространени само в България, а 18 се срещат единствено на Балканския полуостров. Открити са 19 вида земноводни и влечуги, над 60 вида птици. От установените на територията на община Костинброд 14 вида прилепи, 10 обитават околностите на Беледие хан, което определя района като изключителен за опазването им – 9 вида са защитени от Закона за биологичното разнообразие. Безспорно едни от най-интересните обекти в околностите на Беледие хан са пещерите, чиито важни обитатели са прилепите. Сред тях са предимно пещеролюбиви видове, като някои от тях образуват размножителни колонии.
От най-срещаните прилепи са големият нощник (Myotis myotis), пещерният дългокрил (Miniopterus schreibersii), големият подковонос (Rhinolophus ferrumequinum) и малкият подковонос (Rhinolophus hipposideros). Сред бозайниците често срещан е лалугерът (Spermophilus citellus), източноевропейският таралеж (Erinaceus concolor), вълкът (Canis lupus) и лисицата (Vulpes).
Околностите на Беледие хан предлагат богато разнообразие от храна и убежища на много представители на царството на птиците. Част от гнездящите, мигриращи или зимуващи тук птици са поставени под закрила на редица природозащитни документи в Европа и България. От включените в Червената книга на България в района се срещат 6 вида, попадащи в категорията „застрашен“. От застрашените видове птици в района на Беледие хан могат да се срещнат орел змияр (Circaetus gallicus), малък орел (Hieraaetus pennatus), осояд (Pernis apivorus), малък ястреб (Accipiter nisus), голям ястреб (Accipiter gentilis) и голям горски водобегач (Tringa ochropus).
От общо 18 вида земноводни в България, в околностите на Беледие хан са установени 9 вида. В района са открити и 10 вида влечуги, сред които пепелянка (Vipera ammodytes), смок мишкар (Elaphe longissima), слепок (Anguis fragilis), сива водна змия (Natrix tessellata) и др.
В околностите на Беледие хан са установени над 400 вида растения, от които 29 вида са с висока природозащитна значимост. В Червената книга на България попадат 10 вида като горската съсънка (Anemone nemorosa), татарската змийска трева (Goniolimon tataricum) и веленовският рожец (Cerastium velenоvskyi Hayek). Районът се характеризира с висок брой на видове с ограничено географско разпространение (ендемити). От общо 20 ендемични вида установени тук 2 са български ендемити, а 18 са балкански ендемити. Защитени от закона за биологичното разнообразие са 9 вида, сред които орхидеята змийско езиче (Himantoglossum caprinum), пелопонеската луличка (Linaria peloponesiaca), дланолистия ветрагон (E. palmatum) и др. Изключително голямо и недостатъчно проучено е многообразието на безгръбначни животни, гъби, ниски растения.

## Редовни събития
От 2011 г. в началото на лятото в местността до хижа „Люляка“ се организира музикален фестивал за експериментална електронна музика.
Преди години се е провеждал традиционен годишен събор на 2 юни. Тази традиция отмира след 1989 г.

## Други
Бъдеща инфраструктурна перспектива предвижда изграждане на тунел под Петрохан след построяването на моста над р. Дунав при Видин. Така Общовропейският коридор № 4 (Дрезден – Прага – Братислава – Будапеща – Крайова – София – Солун/Истанбул) ще минава от трасето на път II-81 при Беледие хан в югозападна посока към Сливница – AM „Европа“ и AM „Струма“.